# Alarme d'effraction infrasonore
L'alarme d'effraction infrasonore est un type d'alarme anti-intrusion qui détecte les ondes de choc dans l'air, notamment produites par une effraction.

## Fonctionnement
L'alarme d’effraction infrasonore réagit aux ondes de choc dans l'air qui sont produites par une effraction. Lorsqu'un intrus tente de briser une fenêtre ou forcer une porte ou une fenêtre, les variations de pression de l'air qui en résultent (ou ondes de choc) produisent des vibrations sonores dans l'air, de 0,1 à 50 Hertz.
Ces vibrations sonores de basses fréquences sont captées par un récepteur et converties en signaux électroniques. Ces signaux électroniques sont ensuite analysés via un système de filtrage électronique préprogrammé.
Une fois ces signaux identifiés comme correspondant à une tentative d'effraction, l'alarme déclenche un avertissement, soit sous la forme d'une sirène dissuasive, soit en avertissant une centrale distante de veille.

## Utilisation
Le système d'alarme s'est avéré efficace pour les installations de sécurité résidentielles, il est, par ailleurs, protégé contre les interférences électroniques grâce à sa technologie infrasonore.

## Liens
- Explosion nombre de cambriolages